# Lista de episódios de Gabby Duran & The Unsittables
Aqui segue-se uma lista de episódios de Gabby Duran & The Unsittables. Estreou no país original a 11 de outubro de 2019.
Em Portugal, a série estreia no Disney Channel em março de 2020.
No Brasil, a série estreou a 10 de fevereiro de 2020 no Disney Channel.

## Episódios
| Temporada | Temporada | Episódios | Exibição original     | Exibição original      | Exibição em Portugal | Exibição em Portugal | Exibição no Brasil      | Exibição no Brasil    |
| Temporada | Temporada | Episódios | Estreia de temporada  | Final de temporada     | Estreia de temporada | Final de temporada   | Estreia de temporada    | Final de temporada    |
| --------- | --------- | --------- | --------------------- | ---------------------- | -------------------- | -------------------- | ----------------------- | --------------------- |
|           | 1         | 20        | 11 de outubro de 2019 | 20 de março de 2020    | 9 de março de 2020   | 29 de junho de 2020  | 10 de fevereiro de 2020 | 29 de janeiro de 2021 |
|           | 2         | 21        | 4 de junho de 2021    | 26 de novembro de 2021 | 23 de agosto de 2021 | 17 de março de 2022  | 18 de setembro de 2021  | 6 de maio de 2022     |

### 1ª Temporada (2019-2020)
| # | #     | Titulo | Dirigido por        | Escrito por                                  | Estreias                                                           | Código de produção | Audiência (em milhões) |
| --- | ----- | --- | ------------------- | -------------------------------------------- | ------------------------------------------------------------------ | ------------------ | ---------------------- |
| 1 | 1     | "O Teu Filho Gor-Monita Vai Explodir (PT) Então Sua Criança Gor-Monite Está Prestes a Explodir (BR)" "So Your Gor-Monite Child Is Going to Explode" | Nzingha Stewart     | Mike Alber e Gabe Snyder                     | 11 de outubro de 2019 9 de março de 2020 10 de fevereiro de 2020   | 101                | 0.57                   |
| Gabby Duran consegue um trabalho do outro mundo graças ao Diretor: tomar conta de um grupo de crianças extraterrestres importantes que se escondem na Terra.                                   |       | |                     |                                              |                                                                    |                    |                        |
| 2 | 2     | "Wesley e o Fischman (PT/BR)" "Wesley and the Fischman"                                                                                             | Joe Nussbaum        | Mike Alber e Gabe Snyder                     | 18 de outubro de 2019 9 de março de 2020 11 de fevereiro de 2020   | 102                | 0.49                   |
| Gabby tem de escolher entre guardar o segredo de tomar conta de aliens ou arriscar tudo e confiar em Wesley, o seu melhor amigo obcecado por extraterrestres.                                  |       | |                     |                                              |                                                                    |                    |                        |
| 3 | 3     | "Duran Chorão (PT) Bebê Duran chorona (BR)" "Crybaby Duran"                                                                                         | Joe Nussbaum        | Heather Mathious e Linda MacGillvray         | 25 de outubro de 2019 10 de março de 2020 12 de fevereiro de 2020  | 103                | 0.53                   |
| Quando Gabby ouve um rumor sobre ela a circular na escola, usa um alien telepático para descobrir quem o começou, colocando o alien em perigo.                                                 |       | |                     |                                              |                                                                    |                    |                        |
| 4 | 4     | "A Paixão (PT) É Amor (BR)" "Crushin' It" | Sean McNamara       | Lacey Dyer e Julia Layton                    | 1 de novembro de 2019 11 de março de 2020 13 de fevereiro de 2020  | 106                | 0.50                   |
| Quando Gabby se apaixona por um rapaz da sua escola, as tentativas de lutar contra os seus sentimentos lançam a vida do rapaz no caos!                                                         |       | |                     |                                              |                                                                    |                    |                        |
| 5 | 5     | "Olivia Sem Controlo (PT) Olivia Fora de Controle (BR)" "Olivia Gone Wild"                                                                          | Keith Samples       | Adam Aseraf e Hunter Cope                    | 15 de novembro de 2019 12 de março de 2020 14 de fevereiro de 2020 | 104                | 0.34                   |
| Quando Dina contrata Susie Dustman, uma autoproclamada "super-babysitter", para vigiar Olivia, os ciúmes de Gabby levam-na a competir com a rival pelo afeto da irmã.                          |       | |                     |                                              |                                                                    |                    |                        |
| 6 | 6     | "Dia de la Dina (PT)(BR)" "Día de la Dina" | Sean McNamara       | Eugene Garcia-Cross                          | 22 de novembro de 2019 23 de março de 2020 17 de fevereiro de 2020 | 107                | 0.46                   |
| O "Dia de la Dina" está a chegar e Gabby está determinada a dar à mãe um presente que compense o desastre do ano anterior. Enquanto isso, Swift prepara-se para o fim da sua missão na Terra.  |       | |                     |                                              |                                                                    |                    |                        |
| 7 | 7     | "A Escuridão (PT)(BR)" "The Darkness" | Leslie Kolins Small | Ben Glass                                    | 29 de novembro de 2019 24 de março de 2020 18 de fevereiro de 2020 | 108                | 0.33                   |
| Quando Gabby descobre que Swift ainda está na Terra, fica decidida a recuperá-lo como diretor porque o substituto dele é um pesadelo!                                                          |       | |                     |                                              |                                                                    |                    |                        |
| 8 | 8     | "É Natal, Gabby Duran (PT)(BR)" "It's Christmas, Gabby Duran!"                                                                                      | Joe Nussbaum        | Huong Nguyen                                 | 6 de dezembro de 2019 25 de março de 2020 19 de fevereiro de 2020  | 112                | 0.42                   |
| Olivia e Gabby estão ansiosas para ver o pai no Natal, mas quando uma tempestade de neve destrói esses planos, Gabby recorre à capacidade de transmorfo de Swift para criar um pai substituto. |       | |                     |                                              |                                                                    |                    |                        |
| 9 | 9     | "O Rei da Festa e o Timbuk Também (BR)" "The Party King and Timbuk, Too"                                                                            | Keith Samples       | Mike Alber e Gabe Snyder                     | 13 de dezembro de 2019 29 de junho de 2020 20 de fevereiro de 2020 | 105                | 0.39                   |
| 10 | 10    | "O Primeiro Evento Juvenil de Passar a Noite Fora da Sky (BR)" "Sky’s First Youth Overnight Sleeping Event"                                         | Leslie Kolins Small | Veronica Rodriguez                           | 10 de janeiro de 2020 5 de maio de 2020 21 de fevereiro de 2020    | 109                | 0.66                   |
| 11 | 11    | "Wesley Jr. (BR)" "Wesley Jr." | Jon Rosenbaum       | Mike Alber e Gabe Snyder                     | 17 de janeiro de 2020 6 de maio de 2020 1 de maio de 2020          | 110                | 0.46                   |
| 12 | 12    | "O Bilhete (BR)" "The Note" | Jon Rosenbaum       | Hunter Cope e Adam Aseraf                    | 24 de janeiro de 2020 7 de maio de 2020 8 de maio de 2020          | 111                | 0.49                   |
| 13 | 13    | "Gabby Duran: Gênio (BR)" "Gabby Duran: Genious" | Joe Nussbaum        | Linda Mathious e Heather MacGillvray         | 31 de janeiro de 2020 18 de maio de 2020 15 de maio de 2020        | 113                | 0.54                   |
| 14 | 14    | "Quem é Joey Panther (BR)" "Who Is Joey Panther?"                                                                                                   | Leslie Kolins Small | Lacey Dyer e Julia Layton                    | 7 de fevereiro de 2020 19 de maio de 2020 22 de maio de 2020       | 114                | 0.58                   |
| 15 | 15    | "Fake News (BR)" "Fake News" | Leslie Kolins Small | Mike Alber e Gabe Snyder                     | 21 de fevereiro de 2020 20 de maio de 2020 29 de maio de 2020      | 115                | 0.43                   |
| 16 | 16    | "Vórtice e Trem Norturno (BR)" "Vortex & Night Train"                                                                                               | Nimisha Mukerji     | Eugene Garcia-Cross                          | 28 de fevereiro de 2020 21 de maio de 2020 25 de janeiro de 2021   | 116                | 0.48                   |
| 17 | 17    | "Costurando o Swift (BR)" "Tailoring Swift" | Nimisha Mukerji     | Lacey Dyer e Julia Layton                    | 6 de março de 2020 1 de junho de 2020 26 de janeiro de 2021        | 117                | 0.54                   |
| 18 | 18    | "Quente, Denso e Molhado (BR)" "Warm, Thick, and Saucy"                                                                                             | Siobhan Devine      | Ross Zimmerman                               | 13 de março de 2020 2 de junho de 2020 27 de janeiro de 2021       | 118                | 0.41                   |
| 19-20 | 19-20 | "Apresentando a Drenis (BR)" "Enter the Dranis" | Joe Nussbaum        | Veronica Rodriguez, Mike Alber e Gabe Snyder | 20 de março de 2020 3 de junho de 2020 28 e 29 de janeiro de 2021  | 119-120            | 0.50                   |

### 2ª Temporada (2021)
| #     | #     | Titulo | Dirigido por                       | Escrito por                                                            | Estreias                                                         | Código de produção | Audiência (em milhões) |
| ----- | ----- | --- | ---------------------------------- | ---------------------------------------------------------------------- | ---------------------------------------------------------------- | ------------------ | ---------------------- |
| 21    | 1     | "Mãe Sem Memoria (PT) Fazendo a Mãe Esquecer (BR)" "Mom Wipe"                                                     | Joe Nussbaum                       | Mike Alber e Gabe Snyder                                               | 4 de junho de 2021 23 de agosto de 2021 18 de setembro de 2021   | 201                | 0.32                   |
| 22    | 2     | "A Folga Forçada da Gabby (PT) A Grande Folga da Gabby (BR)" "Gabby’s Big Break"                                  | Joe Nussbaum                       | Hunter Cope e Adam Aseraf                                              | 11 de junho de 2021 23 de agosto de 2021 21 de setembro de 2021  | 202                | 0.22                   |
| 23    | 3     | "As Vibrações (PT) A Vibe (BR)" "The Vibe"                                                                        | Jon Rosenbaum                      | Veronica Rodriguez                                                     | 18 de junho de 2021 24 de agosto de 2021 22 de setembro de 2021  | 203                | 0.21                   |
| 24    | 4     | "Ratita e as Ultras (PT) A Ratita e os Ultras (BR)" "Ratita and the Ultras"                                       | Jon Rosenbaum                      | Ben Glass                                                              | 25 de junho de 2021 25 de agosto de 2021 23 de setembro de 2021  | 204                | 0.27                   |
| 25    | 5     | "Mimi de Miami (PT)/(BR)" "Mimi from Miami"                                                                       | Leslie Kolins Small e Joe Nussbaum | Danya Jimenez e Hannah McMechan                                        | 2 de julho de 2021 26 de agosto de 2021 24 de setembro de 2021   | 205                | 0.24                   |
| 26    | 6     | "A Corrida (PT)/(BR)" "The Mile"                                                                                  | Nimisha Mukerji                    | Mike Alber e Gabe Snyder                                               | 9 de julho de 2021 27 de agosto de 2021 10 de janeiro de 2022    | 207                | 0.29                   |
| 27    | 7     | "Onde Está a Minha Casa? (PT) Cara, cadê a minha casa? (BR)" "Dude, Where’s My House?"                            | Nimasha Mukerji                    | Annie Nishida                                                          | 16 de julho de 2021 15 de novembro de 2021 11 de janeiro de 2022 | 208                | 0.32                   |
| 28    | 8     | "Cantigas de Gabby e Susie (PT) A amizade entre a Gabby e a Susie (BR)" "A Song of Gabby & Susie"                 | Veronica Rodriguez                 | Paige Pearl                                                            | 30 de julho de 2021 16 de novembro de 2021 12 de janeiro de 2022 | 209                | 0.26                   |
| 29    | 9     | "A Bolha (PT) Bolha (BR)" "The Bubble"                                                                            | Veronica Rodriguez                 | Sheela Shrinivas                                                       | 6 de agosto de 2021 17 de novembro de 2021 13 de janeiro de 2022 | 210                | 0.25                   |
| 30    | 10    | "O Melhor de Todos do Mês (PT)" "GOAT of the Month"                                                               | Jon Rosenbaum                      | Lacey Dyer e Julia Layton                                              | 6 de agosto de 2021 18 de novembro de 2021 14 de janeiro de 2022 | 211                | 0.21                   |
| 31    | 11    | "Bem-venida ao Clube (PT)" "Welcome to the Club"                                                                  | Nimisha Mukerji                    | David Ramirez                                                          | 17 de setembro de 2021 29 de novembro de 2021 7 de março de 2022 | 217                | 0.22                   |
| 32    | 12    | "Dinas e Dougs (PT)" "Dinas and Dougs"                                                                            | Jon Rosenbaum                      | Michael J.S. Murphy                                                    | 17 de setembro de 2021 30 de novembro de 2021 8 de março de 2022 | 212                | 0.20                   |
| 33    | 13    | "Cuidado com o Fantasma do Medo (PT) Cuidado com o Mestre do Susto! (BR)" "Beware the Fright Master!"             | Joe Nussbaum e Leslie Kolins Small | Dimitry Pompee                                                         | 8 de outubro de 2021 7 de março de 2022 12 de outubro de 2021    | 206                | 0.13                   |
| 34    | 14    | "Zeke no Futuro (PT) Zeke Para O Futuro (BR)" "Zeke to the Future"                                                | Bridget Stokes                     | Adam Aseraf e Hunter Cope                                              | 15 de outubro de 2021 8 de março de 2022 9 de março de 2022      | 213                | 0.16                   |
| 35    | 15    | "Aventuras a Cuidar de Casa Alienígena (PT) Venturas na Casa Alienígena (BR)" "Adventures in Alien House-Sitting" | Bridget Stokes                     | Lacey Dyer e Julia Layton                                              | 22 de outubro de 2021 9 de março de 2022 10 de março de 2022     | 214                | 0.15                   |
| 36    | 16    | "A Fonte de Ruth (PT) Fonte da Juven-Ruth (BR)" "Fountain of Ruth"                                                | Siobhan Devine                     | Joshua Krilov                                                          | 29 de outubro de 2021 10 de março de 2022 11 de março de 2022    | 215                | 0.20                   |
| 37    | 17    | "Balbúrdia Extrema (PT) Tumulto Extremo (BR)" "Extreme Ruckus"                                                    | Siobhan Devine                     | Veronica Rodriguez                                                     | 5 de novembro de 2021 14 de março de 2022 2 de maio de 2022      | 216                | 0.14                   |
| 38    | 18    | "Shoe-Dun-It (PT) Tênis Assassinado (BR)" "Shoe-Dun-It"                                                           | Nimisha Mukerji                    | Ben Glass                                                              | 12 de novembro de 2021 15 de março de 2022 3 de maio de 2022     | 218                | 0.25                   |
| 39    | 19    | "Horas Mágicas (PT)" "Magic Hours"                                                                                | Robbie Countryman                  | Hunter Cope e Adam Aseraf                                              | 19 de novembro de 2021 16 de março de 2022 4 de maio de 2022     | 219                | 0.20                   |
| 40-41 | 20-21 | "A Falha na Nossa Noite das Estrelas (PT) O Erro da Nossa Noite Estrelada (BR)" "The Fault in Our Star Night"     | Joe Nussbaum                       | Lacey Dyer e Julia Layton (Parte 1) Mike Alber e Gabe Snyder (Parte 2) | 26 de novembro de 2021 17 de março de 2022 5 e 6 de maio de 2022 | 220-221            | 0.27                   |